# Parque Municipal Victorio Siquierolli
O Parque Municipal Victorio Siquierolli está localizado na Zona Norte de Uberlândia, onde encontram-se legítimos exemplos da vegetação do cerrado, com suas árvores de folhas coreáceas, troncos retorcidos e cascudos, flores muitos coloridas e frutos agrestes, um espaço com brinquedos pra crianças, museu de biodiversidade do cerrado.
- Numa área total de 232.300 metros quadrados, o parque fica entre os bairros Jardim América, Residencial Gramado, Nossa Senhora das Graças e Cruzeiro.
- É um dos principais pontos turísticos de Uberlândia.

## História
O parque surgiu a partir da doação das terras, onde antigamente era conhecido como "Chacára Metálica". Seu proprietário era Victório Siquieroli, descendente de italianos. Nascido em agosto de 1910 na cidade de Conquista, foi para Uberlândia aos 12 anos de idade após perder os pais. Morava com seu irmão mais velho. Começou a trabalhar aos 14 anos de idade para suprir suas necessidades. Na área onde atualmente reside o parque municipal, existia a fábrica de Victório, onde se fabricavam facões, foices, etc. Em 1996, sua querida esposa Anália Resende Siquieroli incentivou Victório a doar as terras para a construção de um parque, objetivando a preservação. Faleceu aos 93 anos

## Endereço do Parque Siquierolli
- Avenida Nossa Senhora do Carmo, 707 - Bairro Residencial Gramado, Uberlândia - Minas Gerais.

Parque Victorio